# Zeda Zhang
Julia Ho (nascida em 1 de julho de 1987) é uma lutadora profissional sino-americana e ex- lutadora de artes marciais mistas, mais conhecida pelo nome de Zeda Zhang. Ela está atualmente sob contrato com a Major League Wrestling (MLW), onde foi o primeiro talento feminino a assinar com a promoção.
Anteriormente, ela assinou contrato com a WWE, onde apareceu na marca NXT sob o nome de Zeda. Ela competiu no primeiro Mae Young Classic em 2017 durante seu tempo com a WWE.

## Carreira em artes marciais mistas
Ho fez sua estreia nas artes marciais mistas (MMA) em 2 de julho de 2011, derrotando Betty Huck por decisão unânime. Ho lutou sua segunda e última luta de MMA no dia 27 de outubro de 2012, derrotando Evie Johnson no segundo round por finalização com mata-leão.

## Carreira profissional de wrestling

### WWE (2017–2018)
Ho fez sua estreia pela WWE na marca NXT em 13 de maio de 2017, como parte de uma battle royal em um show em Dade City, Flórida, lutando com seu nome verdadeiro.
Em julho, Ho competiu no primeiro Mae Young Classic sob o nome de Zeda. Ela perdeu na primeira rodada do torneio para a eventual vice-campeã Shayna Baszler.
Ela lutou em house shows e ocasionalmente no programa de televisão da marca WWE NXT, até sser liberada em 2 de junho de 2018.

### Major League Wrestling (2019)
Em 2 de outubro de 2019, foi anunciado que Ho assinou um contrato de vários anos com a Major League Wrestling (MLW) sob o nome de Zeda Zhang, tornando-se o primeiro membro da nova divisão feminina da promoção. Zeda Zhang fez sua estréia na MLW derrotando The Spider Lady, que mais tarde seria revelada como Priscilla Kelly, por desqualificação no MLW Fusion 85.

### All Elite Wrestling (2021–2022)
Em 10 de agosto de 2021, Zeda Zhang fez sua estreia na AEW enfrentando Thunder Rosa no programa AEW Dark, sendo derrotada.
Em 6 de março de 2022, Zhang voltou a lutar na AEW, desta vez contra Toni Storm no AEW Dark, onde novamente foi derrotada.